# Atentado contra la Clínica Ricardo Palma
El atentado contra la Clínica Ricardo Palma fue un ataque con explosivos ocurridos en el distrito de San Isidro, Lima, Perú, en la mañana del 24 de julio de 2018, en los sótanos de la clínica Ricardo Palma.

## Atentado
Dos mochilas con explosivos fueron colocados en los sótanos de la clínica Ricardo Palma y detonaron en la mañana del 24 de julio de 2018, con un intervalo de tres minutos entre sí. La primera explosión ocurrió en el sótano donde se encuentra uno de los laboratorios, mientras que la segunda ocurrió en ocurrió en el área de estacionamiento donde se habría intentado atentar contra el auto de uno de los médicos. Al menos 37 personas resultaron heridas, incluyendo a ambos perpetradores. Facebook activó su alerta Safety Check luego de las explosiones.

## Motivo
Inicialmente la policía consideró como motivo extorsión o amedrentamiento; según general Gastón Rodríguez, jefe policial de Lima, la cantidad de explosivos utilizada fue mínima en comparación a un atentado terrorista. Al informar sobre los avances en la investigación, la Policía Nacional del Perú señaló que ambos perpetradores, quienes se encontraban heridos de gravedad por recibir el impacto de la detonación muy cerca, eran hermanos, Claudia Rocío y Lenin Alexander Benites Aguirre, considerando la hipótesis de venganza. Los hermanos Benites Aguirre hospitalizaron a su madre en la clínica Ricardo Palma pero falleció aparentemente por mala praxis, razón por la que se encontraban en un proceso judicial. El ministro del Interior Mauro Medina descartó como lo había señalado originalmente el Fiscal de la Nación Pedro Chávarry.